# Торвозавр
Торвозавр (лат. Torvosaurus) — род тероподных динозавров из семейства мегалозаврид (Megalosauridae), живших во времена средней и поздней юры (келловей — титон; 161,5—145 млн лет назад). Включает два вида: типовой Torvosaurus tanneri из формации Моррисон в США и Torvosaurus gurneyi из формации Лориньян в Португалии. Древнейшие фоссилии торвозавра (Torvosaurus sp.) описаны из келловейских отложений формации Орнантентон в Германии. Фрагментарные остатки, которые могут принадлежать торвозавру, известны из Танзании, Уругвая, Великобритании и Испании.

## История изучения

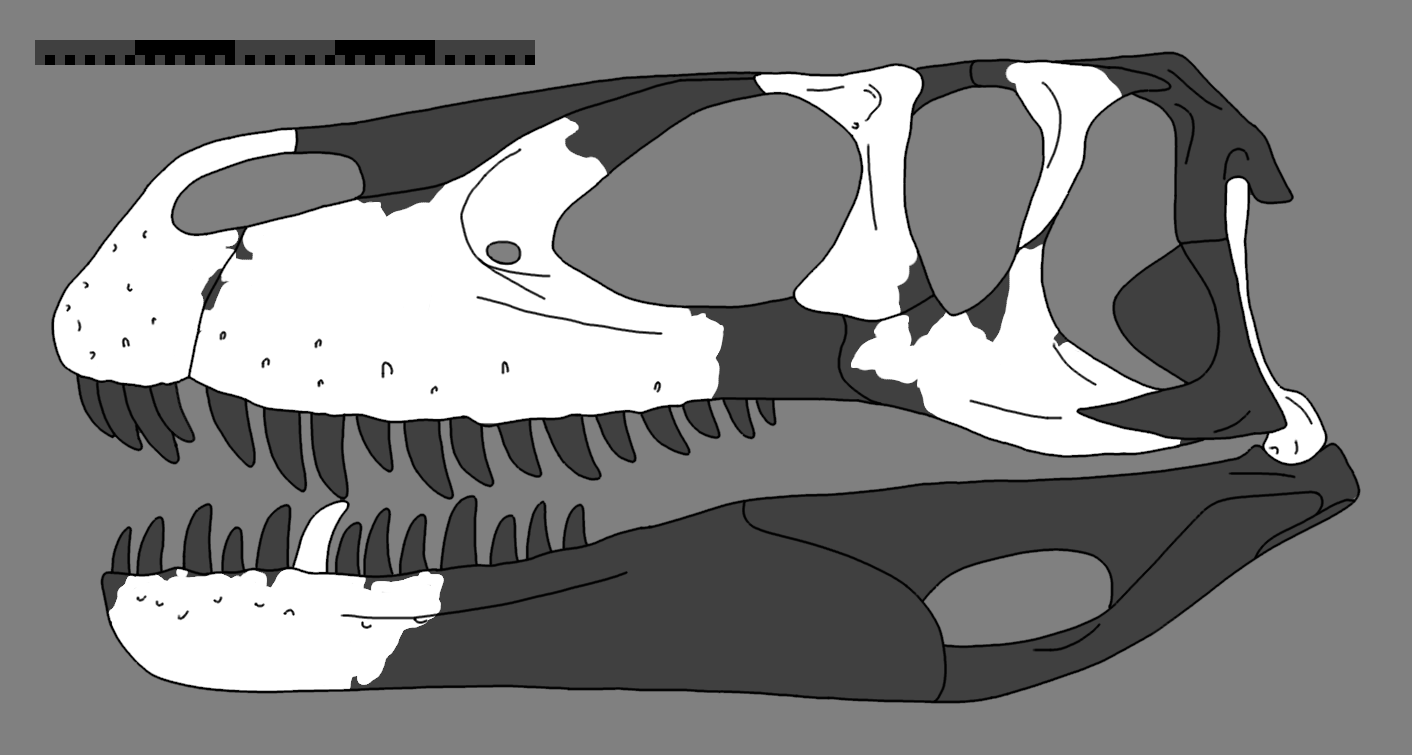
Реконструкция черепа голотипа T. tanneri; известный материал показан белым цветом

Типовой вид Torvosaurus tanneri был описан палеонтологами Питером Галтоном и Джеймсом Йенсеном в 1979 году по ископаемым остаткам, обнаруженным в киммериджских отложениях формации Моррисон на западе штата Колорадо. Типовой материал этого вида происходит из карьера Драй-Меса. Название рода Torvosaurus происходит от лат. torvus, что означает «дикий, жестокий», и др.-греч. σαῦρος [sauros] — «ящер, ящерица». Видовое название дано в честь Натана Элдона Таннера, который был первым советником в Первом президентстве Церкви Иисуса Христа Святых последних дней. Впоследствии остатки T. tanneri были обнаружены в штатах Юта и Вайоминг.
В 1992 году Роберт Бэккер и соавторы описали вид гигантских теропод Edmarka rex (в честь палеонтолога Билла Эдмарка и от лат. rex — «король»). Кости черепа, плечевого пояса, таза и рёбра Edmarka были обнаружены в Комо-Блафф в Вайоминге. Бэккер и коллеги были впечатлены размером динозавра, отметив, что он мог бы «соперничать с T. rex по общей длине», и посчитали этот размер «естественным пределом для динозавров-мясоедов». В том же местонахождении был обнаружен материал теропода, в 1995—1996 годах обозначенный невалидным именем «Brontoraptor» (в статусе nomen nudum). Скорее всего, остатки, приписанные Edmarka rex и «Brontoraptor», принадлежат Torvosaurus tanneri, однако подробный остеологический анализ образцов не проводился.
В 2000 году Октавио Матеуш и Мигель Теллес Антунес описали большеберцовую кость из верхней юры Португалии, определённую ими как остатки торвозавра неопрелённого вида (Torvosaurus sp.). В 2006 году Матеуш и соавторы отнесли кости черепа из португальской формации Лориньян к виду Torvosaurus tanneri. Однако в 2012 году Мэтью Каррано и соавторы пришли к выводу, что этот материал не может быть определён точнее, чем Torvosaurus sp. В 2013 и 2014 годах к торвозавру были отнесены остатки яиц и эмбрионов из отложений Португалии. В 2014 году Кристоф Хендрикс и Матеуш описали португальский вид Torvosaurus gurneyi, который получил своё имя в честь писателя и художника Джеймса Гарни, наиболее известного как автор серии книг «Динотопия».

## Описание

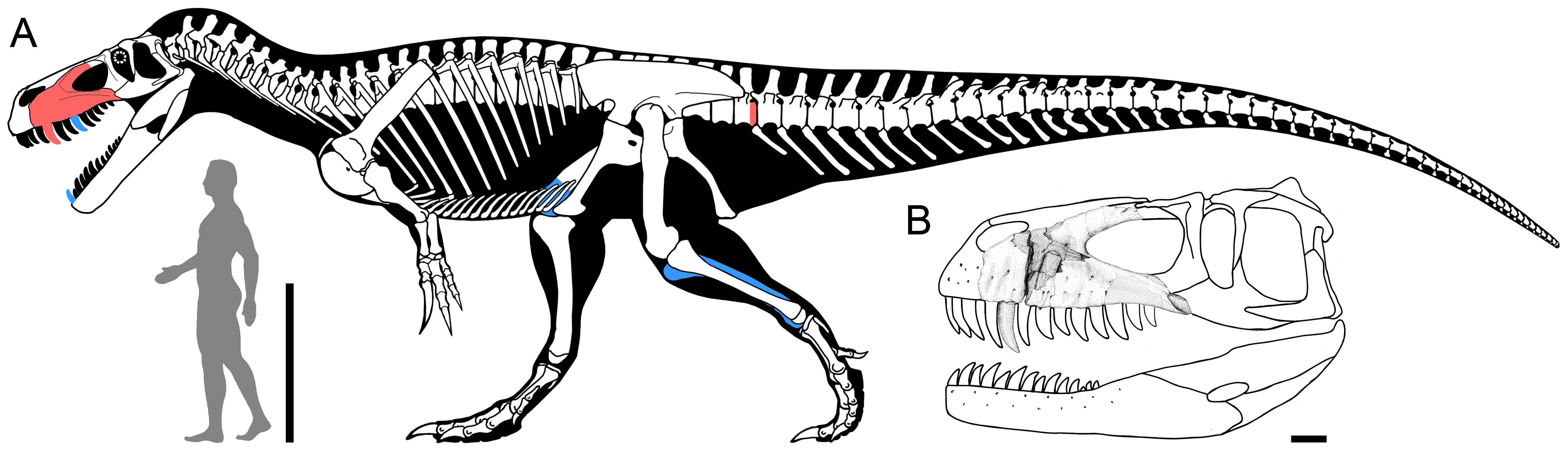
Скелетная реконструкция, показывающая известный материал и предполагаемые размеры T. gurneyi (красным цветом показаны кости голотипа, синим — предварительно отнесённые остатки)

Торвозавр был очень крупным и крепко сложенным хищным динозавром. Первоначально длина тела T. tanneri была оценена в 10 м, однако в более детальном остеологическом описании его предполагаемая длина была сокращена до 9 м. До формального описания длина тела T. gurneyi оценивалась в 11 м, но в научном описании вида даётся оценка в 10 м. Согласно оценкам массы, T. tanneri весил около 2—2,4 т, тогда как T. gurneyi весил 4—5 т.
Передние конечности трёхпалые, развитые. Ноги относительно короткие, но довольно мощные.

## Палеоэкология
Ископаемые остатки T. tanneri были обнаружены в карьере Драй-Меса в западном Колорадо, отложения которого относятся к формации Моррисон. Исследования показывают, что эта местность представляла собой район с реками, которые текли с запада в обширный бассейн, где находилось большое солёное щелочное озеро. В окрестностях также располагались обширные заболоченные территории. Карьер Драй-Меса — одно из самых богатых в мире верхнеюрских местонахождений позвоночных, где обнаружены остатки исключительно разнообразной фауны.
Согласно обзору, представленному на конференции Общества палеонтологии позвоночных в 2006 году, в карьере Драй-Меса было обнаружено 1203 скелетных элемента тероподных динозавров. Эти остатки принадлежали аллозавру (Allosaurus; 62% фауны теропод), цератозавру (Ceratosaurus, 14%) и торвозавру (10%), а также целюру (Coelurus), стоксозавру (Stokesosaurus) и маршозавру (Marshosaurus), каждый из которых составляет по 5% от местной палеофауны теропод.